# Branga
Nella mitologia greca, Branga era il nome di una delle divinità dei fiumi, fratello di Olinto.

## Nella mitologia
Nell'antica Grecia si credeva che ogni fiume, anche il più piccolo, fosse governato da un dio: Branga era il dio di un fiume della Tracia. 
Olinto venne ucciso durante una battuta di caccia e suo fratello, per celebrarne la morte, gli eresse un tumulo.
Branga non si sentì tuttavia soddisfatto e costruì vicino al luogo della morte una città, che intitolò ad Olinto. 